# Роберт Гантер (веслувальник)
Роберт Гантер (англ. Robert Hunter, 27 квітня 1904 — 25 березня 1950) — канадський академічний веслувальник.
Срібний призер Олімпійських Ігор 1924 року в складі вісімки.